# 徐遜
徐遜，浙江錢塘縣（今屬杭州市）人，明初官員。

## 生平
徐遜為杭州府學生，洪武二十四年（1391年）中式辛未科三甲進士，官雩都知縣。任內興學育人，政事清明。陞任徽州府知府。徐遜離開雩都時，當地民眾攀轅阻道，依依不捨。清光緒《雩都縣志》有傳。